# Gaëtan de Lussats
Gaëtan L’Herbon de Lussats, dit le Baron de Lussats, est un gangster français né le 8 août 1888 à Monaco, où il est mort le 30 mars 1954.

## Biographie
Il perd son père à neuf ans, fugue en Italie, s'engage comme mousse à Nice à treize ans, puis apparait à Londres deux ans plus tard comme serveur au café français de Dey Street, un repaire de malfrats. Il revient à Montmartre en 1906 et commence à se faire une place dans la pègre.
Il s'engage pendant la Première Guerre mondiale et, de retour à Paris en 1920, tue un certain Fournier qui l'accuse de tricher lors d’une partie de cartes et le menace. Acquitté à l'issue son procès pour homicide volontaire, la légitime défense étant retenue, il s'intéresse aux courses de chevaux. Il devient alors bookmaker. Dès 1927, il tient le Grand Capitole, un restaurant de nuit à Montmartre, et deux ans plus tard le Grand Duc, établissement nocturne pour « invertis », ce qui le rapproche d'hommes politiques qui lui confient l'organisation de leurs soirées. On le charge de la sécurité du prince Carol II de Roumanie et de celle d’Henry Torrès, de la défense de la légitimité de Monaco en 1928 ainsi que la campagne municipale de 1932 pour laquelle il épaule à Marseille les gangsters Paul Carbone et François Spirito, ses associés dans des cercles de jeu à Paris, avec qui il sera mêlé à l'affaire du conseiller Prince en 1934. Cette même année, il est incarcéré à Nice sous l'inculpation de recel de timbres fiscaux volés et de blessures involontaires à la suite de la collision de sa voiture avec un balayeur municipal. En 1937, il s'installe sur la Côte d'Azur pour installer des machines à sous à Monaco, où il décède en 1954.

## Œuvres
- L'énigme de la Combe-aux-Fées, de Stavisky à Prince, 1935, édité à compte d'auteur
- La peau des autres, échos de la Résistance, 1947, édité à compte d'auteur